# Mesas de Ibor
Mesas de Ibor – gmina w Hiszpanii, w prowincji Cáceres, w Estramadurze, o powierzchni 48,75 km². W 2011 roku gmina liczyła 177 mieszkańców.